# Strażnica WOP Wojtkowa
Strażnica Wojsk Ochrony Pogranicza Wojtkowa – zlikwidowany podstawowy pododdział graniczny Wojsk Ochrony Pogranicza pełniący służbę ochronną na granicy polsko-radzieckiej.

Strażnica Straży Granicznej w Wojtkowej – zlikwidowana graniczna jednostka organizacyjna Straży Granicznej realizująca zadania bezpośrednio w ochronie granicy państwowej z Ukrainą.

## Formowanie i zmiany organizacyjne
Strażnica została sformowana w 1945 w strukturze 36 komendy odcinka jako 162 strażnica WOP (Wojtkowa) o stanie 56 żołnierzy. Kierownictwo strażnicy stanowili: komendant strażnicy, zastępca komendanta do spraw polityczno-wychowawczych i zastępca do spraw zwiadu. Strażnica składała się z dwóch drużyn strzeleckich, drużyny fizylierów, drużyny łączności i gospodarczej. Etat przewidywał także instruktora do tresury psów służbowych oraz instruktora sanitarnego.
W 1948, 162 strażnica przeszła z Wojtkowej do Kwaszeniny. W związku z reorganizacją oddziałów WOP, 24 kwietnia 1948 164 strażnica OP Kwaszenina została włączona w struktury 33 batalionu Ochrony Pogranicza w Olszanicy, 1 stycznia 1951 263 batalionu WOP a 1952 strażnica przekazana została batalionowi przemyskiemu.
Od 15 marca 1954 wprowadzono nową numerację strażnic, a strażnica WOP Kwaszenia III kategorii otrzymała numer 161 w skali kraju.
Straż Graniczna:
Realizując program rozwoju Straży Granicznej w celu uszczelnienia granicy z Ukrainą, w nowo wybudowanym obiekcie SG w Wojtkowej, 11 listopada 1999 odbyło się uroczyste otwarcie Strażnicy Straży Granicznej w Wojtkowej . Natomiast 15 listopada 1999 Strażnica SG w Wojtkowej została włączona do systemu ochrony granicy państwowej w strukturach Bieszczadzkiego Oddziału Straży Granicznej.
W 2002, strażnica miała status strażnicy SG I kategorii.
Jako Strażnica SG w Wojtkowej funkcjonowała do 23 sierpnia 2005 i 24 sierpnia 2005 Ustawą z 22 kwietnia 2005 O zmianie ustawy o Straży Granicznej... została przekształcona jako Placówka Straży Granicznej w Wojtkowej (Placówka SG w Wojtkowej).

## Sąsiednie strażnice
- 161 strażnica WOP Kalwaria ⇔ 163 strażnica WOP Stańkowa –  1946
- 163 strażnica OP Sierakośce ⇔ 165 strażnica OP Wola Maćkowa –  1949
- 160 strażnica WOP Sierakośce kat. II ⇔ 162 strażnica WOP Krościenko kat. III –  15.03.1954

Straż Graniczna:
- Strażnica SG w Hermanowicach ⇔ Strażnica SG w Lutowiskach – 15.11.1999[8]
- Strażnica SG w Huwnikach ⇔ Strażnica SG w Lutowiskach – 11.07.2002[10]
- Strażnica SG w Huwnikach ⇔ Strażnica SG w Czarnej Górnej – 24.03.2004[10].

## Komendanci/dowódcy strażnicy
Komendanci strażnicy SG:
- mjr SG Roman Sokulski (od 1999)[7].